# Escuinapa de Hidalgo
Escuinapa de Hidalgo (auch kurz Escuinapa) ist eine Stadt mit 30.000 Einwohnern im mexikanischen Bundesstaat Sinaloa. Escuinapa liegt nahe dem Golf von Kalifornien unweit der Grenze zum Bundesstaat Nayarit.